# Stanisław Chodynicki
Stanisław Chodynicki (ur. 18 kwietnia 1933 w Terespolu) – polski lekarz, specjalista w zakresie otolaryngologii, profesor nauk medycznych. Pisarz.

## Droga naukowa i specjalizacja
Rodzice: Witold, urzędnik, ur. 3 lipca 1884 w Podbierje, zamordowany w Auschwitz 28 stycznia 1941. Matka Tekla z domu Siluk, ur. 1marca 1900, zm. 9 marca 1969. 
W 1951 ukończył Państwową Szkołę Ogólnokształcącą Stopnia Licealnego w Terespolu n. Bugiem (obecnie: Liceum Ogólnokształcące im. Bohaterów Warszawy w Terespolu).
Studia podjął na Wydziale Lekarskim Akademii Medycznej – AMB (obecnie: Uniwersytet Medyczny – UMB) w Białymstoku. Dyplom lekarza otrzymał w 1957.
Program specjalizacyjny pierwszego i drugiego stopnia w zakresie otolaryngologii zrealizował w Klinice Otolaryngologii AMB, mieszczącej się wówczas w Wojewódzkim Szpitalu im. Jędrzeja Śniadeckiego, kierowanej przez prof. Wiktora Hassmanna.
W 1962 obronił stopień doktora nauk medycznych a w 1968 uzyskał stopień doktora habilitowanego nauk medycznych.
Tytuł naukowy profesora nadzwyczajnego nauk medycznych otrzymał w 1984, a w 1993 został powołany na stanowisko profesora zwyczajnego.

## Zatrudnienie
Jeszcze podczas studiów, w 1954, zatrudnił się w Zakładzie Histologii i Embriologii AMB, gdzie pracował do 1969.
Od 1969 do 1977 pracował w przeniesionej ze Szpitala Wojewódzkiego do Państwowego Szpitala Klinicznego – PSK (obecnie: Uniwersytecki Szpital Kliniczny – USK) w Białymstoku – Klinice Otolaryngologii AMB, na stanowisku docenta.
W latach 1977-2003 był kierownikiem tej kliniki, aż do przejścia na emeryturę.

## Praca naukowa i dydaktyczna
Tematyka badań naukowych: profilaktyka i leczenie raka krtani; choroby narządu słuchu; tajne nauczanie medyczny w czasie II wojny światowej.
W ramach szkolenia podyplomowego był kierownikiem specjalizacji lekarzy w zakresie otolaryngologii. Recenzent i promotor 32 przewodów  doktorskich. Opiekun 6 prac habilitacyjnych. 4 współpracowników otrzymało tytuły profesora, 3 osoby z zespołu zajęły stanowiska kierownicze na uczelni, a 3 ordynatorów – w innych placówkach służby zdrowia.
Uczestnik zespołu opracowującego program specjalizacji z zakresu otorynolaryngologii. Członek komitetów naukowych konferencji naukowo-szkoleniowych.
Autor i współautor 225 publikacji naukowych, w tym rozdziałów w podręcznikach dla studiów medycznych.

## Towarzystwa naukowe, działalność społeczna
- Polskie Towarzystwo Otolaryngologów i Chirurgów Głowy i Szyi – przewodniczący Zarządu Głównego (2000-2003), członek honorowy[12];
- Podlaskie Towarzystwo Laryngektomowanych[13] – członek honorowy[14];
- Konsultant regionalny i wojewódzki – z zakresu otolaryngologii;
- Rada Miasta Białegostoku – radny I kadencji;
- Sejmik Województwa Podlaskiego – przewodniczący Komisji Ochrony Środowiska[4].

Od początku reaktywowania izb lekarskich współpracuje z podlaskim samorządem lekarskim opracowując głównie liczne publikacje z zakresu historii podlaskiej medycyny. Jest autorem licznych biogramów zapomnianych nieraz wybitnych lekarzy. Prace te publikuje w Biuletynach i w Zeszytach Historycznych Okręgowej Izby Lekarskiej w Białymstoku oraz w miesięczniku UMB "Medyk Białostocki".

## Odznaczenia
- Krzyż Oficerski Orderu Odrodzenia Polski (2000);
- Krzyż Kawalerski Orderu Odrodzenia Polski (1985);
- Medal  40-Lecia Polski Ludowej (1984);
- Odznaka Za Wzorową Pracę w Służbie Zdrowia (1983);
- Złota Odznaka Zasłużony Białostocczyźnie (1980);
- Złoty Krzyż Zasługi (1977);
- Srebrna Odznaka Zasłużony Białostocczyźnie (1974)[4].

## Książki
- „Rymowanki czytanki (2008)”[16];
- „Klimaty praskie, nadmorskie i inne wierszyki” (2008)[17];
- "Limeryki" (z ryc. Andrzeja Dworakowskiego)
- "Limeryki i rymowanki dla Wikta, Stelli, Ewy i Hanki" [17],
- „Na marginesie wielkich wydarzeń”[18] cz.1: „II wojna światowa w mieście nad granicą”; cz.2: „Przygoda z medycyną” (2016)[19];
- „Tajne nauczanie medycyny w czasie okupacji oraz inne opowiadania” (2020)[20];
- "Notatki z podróży" (2024)[21].

## Życie prywatne
Czyta literaturę faktu, interesuje się fotografią, ornitologią, uprawia turystykę rowerową i jogę. Żona Bożena Chodynicka była lekarzem, specjalistką w zakresie dermatologii, profesorem nauk medycznych (zm. 2023). Wychowali troje dzieci i doczekali się czwórki wnuków.